# اسپایدرتک–سی۱۰
اسپایدرتک–سی۱۰ (انگلیسی: SpiderTech–C10) یک تیم دوچرخه‌سواری در کشور کانادا بود.
این تیم در سال ۲۰۰۸ تأسیس و در سال ۲۰۱۲ منحل شده است.